# 丁草特
丁草特是一种硫代氨基甲酸酯类除草剂，化学式为C11H23NOS。它可用于玉米作物的除草。
它可以硫代氯甲酸-S-乙酯和二异丁胺为原料反应制得。它可通过超高效液相色谱-串联质谱法检测。